# Wilhelm Störmer
Wilhelm Störmer (* 13. September 1928 in Faulbach; † 16. Februar 2015 in München) war ein deutscher Historiker.

Wilhelm Störmer wuchs in Faulbach und München auf. Er besuchte das Gymnasium in Wertheim und legte 1950 das Abitur ab. Er studierte von 1950 bis 1955 Geschichte, Germanistik und Geographie an den Universitäten München, Marburg und Würzburg. In dieser Zeit wurde er Mitglied der christlichen Studentenverbindungen Münchener Wingolf und Chattia Würzburg im Wingolfsbund. Im Jahr 1957 legte er das Staatsexamen ab. Im selben Jahr erfolgte seine Promotion in Würzburg mit der von Karl Bosl betreuten Arbeit „Die Herrschaftsentwicklung seit dem frühen Mittelalter, die politische Gliederung am Ende des Alten Reiches und die bayerische Behördenbildung im Landkreis Marktheidenfeld (Ufr.)“. Störmer unterrichtete als Studienassessor, bis er 1965 eine Assistenz bei Karl Bosl am Institut für Bayerische Geschichte der Universität München antrat. 1970/71 erfolgte seine Habilitation in München mit der Arbeit Adelsgruppen im früh- und hochmittelalterlichen Bayern. Im Jahr 1973 wurde Störmer Universitätsdozent und 1977 außerplanmäßiger Professor. Von 1977 bis zu seiner Emeritierung 1993 war Störmer Professor für mittlere und neuere Geschichte am Institut für Bayerische Geschichte der Ludwig-Maximilians-Universität München. Er leitete die Redaktion Franken des Historischen Atlasses von Bayern. Störmer war seit 1978 Mitglied der Gesellschaft für fränkische Geschichte.
Seine Forschungsschwerpunkte waren die Landesgeschichte Süddeutschlands, die Verfassungsgeschichte, Adel, Kirche, Grundherrschaft und die Stadt im fränkischen und altbayerischen Raum. Er legte mehr als 180 Veröffentlichungen vor. Als grundlegend für die Erforschung des früh- und hochmittelalterlichen Adels aus bayerischen Quellen waren die 1972 erschienene Darstellung Adelsgruppen im früh- und hochmittelalterlichen Bayern und die 1973 veröffentlichte Arbeit Früher Adel. Studien zur politischen Führungsschicht im fränkisch-deutschen Reich vom 8. bis 11. Jahrhundert. Störmer legte mit dem Band Franken von der Völkerwanderungszeit bis 1268 eine repräsentative Quellenauswahl zur Geschichte Frankens vom 5. Jahrhundert bis zur Stauferzeit vor. Außerdem erschien von ihm die knappe Überblicksdarstellung Die Baiuwaren. Von der Völkerwanderung bis Tassilo III. in der Reihe C. H. Beck Wissen.

## Schriften (Auswahl)
Monographien
- Marktheidenfeld (= Historischer Atlas von Bayern. Teil Franken, Reihe 1, Heft 10). Kommission für Bayerische Landesgeschichte, München 1962 (überarbeitete Dissertation, Universität Würzburg, 1957/58) (Digitalisat).
- Adelsgruppen im früh- und hochmittelalterlichen Bayern (= Studien zur bayerischen Verfassungs- und Sozialgeschichte. Band 4). Kommission für Bayerische Landesgeschichte, München 1972, ISBN 3-7696-9877-7 (Vollständig zugleich: München, Universität, Habilitations-Schrift, 1970–1971 unter dem Titel: Wilhelm Störmer: Früher Adel).
- Früher Adel. Studien zur politischen Führungsschicht im fränkisch-deutschen Reich vom 8. bis 11. Jahrhundert. 2 Bände. Hiersemann, Stuttgart 1973, ISBN 3-7772-7307-4.
- mit Roland Vocke: Miltenberg. Die Ämter Amorbach und Miltenberg des Mainzer Oberstifts als Modelle geistlicher Territorialität und Herrschaftsintensivierung (= Historischer Atlas von Bayern. Teil Franken, Reihe 1, Heft 25). Kommission für Bayerische Landesgeschichte, München 1979, ISBN 3-7696-9919-X.
- Hartmann von Aue. Epoche – Werk – Wirkung. Beck, München 1985; 3., aktualisierte Auflage 2007, ISBN 978-3-406-37629-0.
- Die Baiuwaren. Von der Völkerwanderung bis Tassilo III. Beck, München 1999; 2., durchgesehene und aktualisierte Auflage ebenda 2007, ISBN 978-3-406-47981-6.

Quellenwerk
- Als Bearbeiter: Franken von der Völkerwanderungszeit bis 1268 (= Dokumente zur Geschichte von Staat und Gesellschaft in Bayern. Abt. 2: Franken und Schwaben vom Frühmittelalter bis 1800. Band 1). Beck, München 1999, ISBN 3-7696-9702-2.

Aufsatzsammlung
- Mittelalterliche Klöster und Stifte in Bayern und Franken. Aufsätze von Wilhelm Störmer. Herausgegeben von Elisabeth Lukas-Götz, Ferdinand Kramer und Andreas Otto Weber. EOS, St. Ottilien 2008, ISBN 978-3-8306-7355-2.